# 162002 Spalatin
162002 Spalatin è un asteroide della fascia principale. Scoperto nel 1990, presenta un'orbita caratterizzata da un semiasse maggiore pari a 2,6524431 UA e da un'eccentricità di 0,2764066, inclinata di 3,67562° rispetto all'eclittica.
L'asteroide è dedicato a Georg Burkhardt, detto Spalatino, riformatore tedesco.